# NRL 1998
Die NRL 1998 war die erste Saison der National Rugby League, der australisch-neuseeländischen Rugby-League-Meisterschaft. Den ersten Tabellenplatz nach Ende der regulären Saison belegten die Brisbane Broncos, die im ersten NRL Grand Final 38:12 gegen die Canterbury-Bankstown Bulldogs gewannen.

## Tabelle
Siehe NRL 1998/Ergebnisse für eine vollständige Liste aller Ergebnisse der regulären Saison.
|      | Team                          | Spiele | Siege | Unent. | Ndlg. | Spiel- punkte | Diff. | Tabellen- punkte |
| ---- | ----------------------------- | ------ | ----- | ------ | ----- | ------------- | ----- | ---------------- |
| 01.  | Brisbane Broncos              | 24     | 18    | 1      | 5     | 688:310       | + 378 | 37               |
| 02.  | Newcastle Knights             | 24     | 18    | 1      | 5     | 562:381       | + 181 | 37               |
| 03.  | Melbourne Storm               | 24     | 17    | 1      | 6     | 546:372       | + 174 | 35               |
| 04.  | Parramatta Eels               | 24     | 17    | 1      | 6     | 468:349       | + 119 | 35               |
| 05.  | North Sydney Bears            | 24     | 17    | 0      | 7     | 663:367       | + 296 | 34               |
| 06.  | Sydney City Roosters          | 24     | 16    | 0      | 8     | 680:383       | + 297 | 32               |
| 07.  | Canberra Raiders              | 24     | 15    | 0      | 9     | 564:429       | + 135 | 30               |
| 08.  | St. George Dragons            | 24     | 13    | 1      | 10    | 486:490       | − 4   | 27               |
| 09.  | Canterbury-Bankstown Bulldogs | 24     | 13    | 0      | 11    | 489:411       | + 78  | 26               |
| 010. | Manly-Warringah Sea Eagles    | 24     | 13    | 0      | 11    | 503:473       | + 30  | 26               |
| 011. | Cronulla-Sutherland Sharks    | 24     | 12    | 1      | 11    | 438:387       | + 51  | 25               |
| 012. | Illawarra Steelers            | 24     | 11    | 1      | 12    | 476:539       | − 63  | 23               |
| 013. | Balmain Tigers                | 24     | 9     | 1      | 14    | 381:463       | − 82  | 19               |
| 014. | Penrith Panthers              | 24     | 8     | 2      | 14    | 525:580       | − 55  | 18               |
| 015. | Auckland Warriors             | 24     | 9     | 0      | 15    | 417:518       | − 101 | 18               |
| 016. | North Queensland Cowboys      | 24     | 9     | 0      | 15    | 361:556       | − 195 | 18               |
| 017. | Adelaide Rams                 | 24     | 7     | 0      | 17    | 393:615       | − 222 | 14               |
| 018. | South Sydney Rabbitohs        | 24     | 5     | 0      | 19    | 339:560       | − 221 | 10               |
| 019. | Gold Coast Chargers           | 24     | 4     | 0      | 20    | 289:654       | − 365 | 8                |
| 020. | Western Suburbs Magpies       | 24     | 4     | 0      | 20    | 371:802       | − 431 | 8                |

## Tabellenverlauf
|                               | 1 | 2 | 3 | 4 | 5  | 6  | 7  | 8  | 9  | 10 | 11 | 12 | 13 | 14 | 15 | 16 | 17 | 18 | 19 | 20 | 21 | 22 | 23 | 24 |
| ----------------------------- | - | - | - | - | -- | -- | -- | -- | -- | -- | -- | -- | -- | -- | -- | -- | -- | -- | -- | -- | -- | -- | -- | -- |
| Brisbane Broncos              | 2 | 4 | 6 | 8 | 10 | 10 | 12 | 14 | 14 | 14 | 16 | 16 | 16 | 18 | 20 | 22 | 24 | 26 | 28 | 29 | 31 | 33 | 35 | 37 |
| Newcastle Knights             | 2 | 4 | 6 | 8 | 10 | 10 | 12 | 12 | 14 | 16 | 18 | 20 | 22 | 24 | 24 | 26 | 27 | 29 | 31 | 31 | 31 | 33 | 35 | 37 |
| Melbourne Storm               | 2 | 4 | 6 | 8 | 8  | 10 | 12 | 14 | 14 | 16 | 17 | 19 | 21 | 23 | 25 | 25 | 25 | 27 | 27 | 29 | 31 | 33 | 33 | 35 |
| Parramatta Eels               | 2 | 4 | 4 | 6 | 8  | 8  | 8  | 10 | 12 | 14 | 16 | 18 | 20 | 22 | 24 | 24 | 24 | 26 | 28 | 28 | 30 | 32 | 34 | 35 |
| North Sydney Bears            | 0 | 2 | 4 | 4 | 6  | 8  | 8  | 10 | 12 | 12 | 14 | 14 | 16 | 18 | 18 | 20 | 22 | 22 | 24 | 26 | 28 | 30 | 32 | 34 |
| Sydney City Roosters          | 2 | 2 | 2 | 4 | 6  | 8  | 10 | 12 | 14 | 16 | 16 | 16 | 18 | 20 | 20 | 22 | 24 | 24 | 26 | 26 | 26 | 28 | 30 | 32 |
| Canberra Raiders              | 0 | 0 | 2 | 2 | 4  | 4  | 6  | 8  | 10 | 12 | 12 | 14 | 16 | 16 | 18 | 18 | 20 | 20 | 22 | 24 | 26 | 28 | 30 | 30 |
| St. George Dragons            | 2 | 2 | 2 | 4 | 6  | 8  | 10 | 12 | 14 | 16 | 18 | 20 | 20 | 22 | 22 | 22 | 22 | 24 | 24 | 26 | 26 | 26 | 26 | 27 |
| Canterbury-Bankstown Bulldogs | 2 | 2 | 2 | 2 | 2  | 4  | 6  | 8  | 10 | 10 | 10 | 12 | 12 | 12 | 14 | 14 | 16 | 18 | 18 | 18 | 20 | 22 | 24 | 26 |
| Manly-Warringah Sea Eagles    | 0 | 2 | 2 | 2 | 2  | 4  | 6  | 6  | 6  | 6  | 8  | 8  | 8  | 8  | 10 | 12 | 14 | 14 | 16 | 18 | 20 | 22 | 24 | 26 |
| Cronulla-Sutherland Sharks    | 0 | 2 | 2 | 2 | 4  | 4  | 6  | 8  | 10 | 10 | 12 | 14 | 14 | 14 | 16 | 18 | 18 | 18 | 19 | 21 | 23 | 23 | 23 | 25 |
| Illawarra Steelers            | 0 | 2 | 2 | 2 | 2  | 4  | 6  | 6  | 8  | 8  | 9  | 11 | 13 | 13 | 15 | 17 | 19 | 19 | 19 | 19 | 21 | 21 | 23 | 23 |
| Balmain Tigers                | 2 | 2 | 4 | 6 | 8  | 10 | 10 | 10 | 10 | 10 | 12 | 12 | 12 | 14 | 16 | 16 | 16 | 18 | 18 | 19 | 19 | 19 | 19 | 19 |
| Penrith Panthers              | 0 | 2 | 2 | 4 | 4  | 4  | 4  | 6  | 6  | 8  | 8  | 8  | 8  | 8  | 8  | 8  | 9  | 11 | 12 | 14 | 14 | 14 | 16 | 18 |
| Auckland Warriors             | 0 | 0 | 2 | 2 | 4  | 4  | 4  | 4  | 4  | 6  | 8  | 8  | 10 | 10 | 12 | 14 | 14 | 14 | 16 | 16 | 18 | 18 | 18 | 18 |
| North Queensland Cowboys      | 2 | 4 | 6 | 8 | 8  | 10 | 10 | 10 | 10 | 10 | 10 | 12 | 14 | 14 | 14 | 14 | 16 | 16 | 18 | 18 | 18 | 18 | 18 | 18 |
| Adelaide Rams                 | 0 | 0 | 2 | 2 | 2  | 2  | 2  | 2  | 2  | 2  | 4  | 4  | 6  | 6  | 6  | 8  | 10 | 12 | 12 | 14 | 14 | 14 | 14 | 14 |
| South Sydney Rabbitohs        | 2 | 2 | 2 | 2 | 2  | 4  | 4  | 4  | 4  | 4  | 4  | 4  | 4  | 4  | 4  | 6  | 6  | 6  | 6  | 8  | 8  | 10 | 10 | 10 |
| Gold Coast Chargers           | 0 | 0 | 0 | 0 | 2  | 2  | 2  | 2  | 4  | 4  | 4  | 4  | 4  | 6  | 6  | 6  | 6  | 8  | 8  | 8  | 8  | 8  | 8  | 8  |
| Western Suburbs Magpies       | 0 | 0 | 2 | 2 | 2  | 2  | 2  | 2  | 2  | 4  | 4  | 6  | 6  | 8  | 8  | 8  | 8  | 8  | 8  | 8  | 8  | 8  | 8  | 8  |

## Playoffs

### Ausscheidungs/Qualifikationsplayoffs
| 28. August | Canberra Raiders | 17 : 4 | Manly-Warringah Sea Eagles | Bruce Stadium, Canberra Zuschauer: 15.953 Schiedsrichter: Bill Harrigan |
| 28. August | Bericht          |        |                            | Bruce Stadium, Canberra Zuschauer: 15.953 Schiedsrichter: Bill Harrigan |

| 29. August | St. George Dragons | 12 : 20 | Canterbury-Bankstown Bulldogs | Jubilee Oval, Sydney Zuschauer: 16.833 Schiedsrichter: Steve Clark |
| 29. August | Bericht            |         |                               | Jubilee Oval, Sydney Zuschauer: 16.833 Schiedsrichter: Steve Clark |

| 29. August | Parramatta Eels | 25 : 12 | North Sydney Bears | Parramatta Stadium, Sydney Zuschauer: 16.033 Schiedsrichter: Kelvin Jeffes |
| 29. August | Bericht         |         |                    | Parramatta Stadium, Sydney Zuschauer: 16.033 Schiedsrichter: Kelvin Jeffes |

| 30. August | Melbourne Storm | 12 : 26 | Sydney City Roosters | Olympic Park Stadium, Melbourne Zuschauer: 18.247 Schiedsrichter: Paul McBlane |
| 30. August | Bericht         |         |                      | Olympic Park Stadium, Melbourne Zuschauer: 18.247 Schiedsrichter: Paul McBlane |

| 4. September | North Sydney Bears | 2 : 23 | Canterbury-Bankstown Bulldogs | North Sydney Oval, Oval Zuschauer: 18.718 Schiedsrichter: Bill Harrigan |
| 4. September | Bericht            |        |                               | North Sydney Oval, Oval Zuschauer: 18.718 Schiedsrichter: Bill Harrigan |

| 5. September | Melbourne Storm | 24 : 10 | Canberra Raiders | Olympic Park Stadium, Melbourne Zuschauer: 12.592 Schiedsrichter: Steve Clark |
| 5. September | Bericht         |         |                  | Olympic Park Stadium, Melbourne Zuschauer: 12.592 Schiedsrichter: Steve Clark |

| 5. September | Newcastle Knights | 15 : 26 | Sydney City Roosters | Marathon Stadium, Newcastle Zuschauer: 26.482 Schiedsrichter: Kelvin Jeffes |
| 5. September | Bericht           |         |                      | Marathon Stadium, Newcastle Zuschauer: 26.482 Schiedsrichter: Kelvin Jeffes |

| 6. September | Brisbane Broncos | 10 : 15 | Parramatta Eels | ANZ Stadium, Brisbane Zuschauer: 21.172 Schiedsrichter: Paul McBlane |
| 6. September | Bericht          |         |                 | ANZ Stadium, Brisbane Zuschauer: 21.172 Schiedsrichter: Paul McBlane |

### Viertelfinale
| 12. September | Newcastle Knights | 16 : 28 | Canterbury-Bankstown Bulldogs | Sydney Football Stadium, Sydney Zuschauer: 24.449 Schiedsrichter: Steve Clark |
| 12. September | Bericht           |         |                               | Sydney Football Stadium, Sydney Zuschauer: 24.449 Schiedsrichter: Steve Clark |

| 13. August | Brisbane Broncos | 30 : 6 | Melbourne Storm | Sydney Football Stadium, Sydney Zuschauer: 20.354 Schiedsrichter: Bill Harrigan |
| 13. August | Bericht          |        |                 | Sydney Football Stadium, Sydney Zuschauer: 20.354 Schiedsrichter: Bill Harrigan |

### Halbfinale
| 19. September | Sydney City Roosters | 18 : 46 | Brisbane Broncos | ANZ Stadium, Brisbane Zuschauer: 28.374 Schiedsrichter: Steve Clark |
| 19. September | Bericht              |         |                  | ANZ Stadium, Brisbane Zuschauer: 28.374 Schiedsrichter: Steve Clark |

| 20. September | Parramatta Eels | 20 : 32 | Canterbury-Bankstown Bulldogs | Sydney Football Stadium, Sydney Zuschauer: 36.841 Schiedsrichter: Bill Harrigan |
| 20. September | Bericht         |         |                               | Sydney Football Stadium, Sydney Zuschauer: 36.841 Schiedsrichter: Bill Harrigan |

### Grand Final
| 27. September 1998 | Brisbane Broncos                                                                          | 38 : 12         | Canterbury-Bankstown Bulldogs                                                  | Sydney Football Stadium, Sydney Zuschauer: 40.857 Schiedsrichter: Bill Harrigan |
| 27. September 1998 | Versuche: De Vere, Campion, Carroll, Sailor, Tallis, Lee, Smith Erhöhungen: Lockyer (5/7) | (10:12) Bericht | Versuche: Grimaldi, Talau Erhöhungen: Halligan (1/2) Straftritte: Halligan (1) | Sydney Football Stadium, Sydney Zuschauer: 40.857 Schiedsrichter: Bill Harrigan |

| 1                  | Darren Lockyer    |
| 14                 | Michael De Vere   |
| 3                  | Steve Renouf      |
| 4                  | Darren Smith      |
| 5                  | Wendell Sailor    |
| 6                  | Kevin Walters     |
| 7                  | Allan Langer      |
| 8                  | Shane Webcke      |
| 9                  | Phillip Lee       |
| 10                 | Andrew Gee        |
| 11                 | Brad Thorn        |
| 12                 | Gorden Tallis     |
| 13                 | Tonie Carroll     |
| Auswechselspieler: |                   |
| 16                 | Kevin Campion     |
| 17                 | Petero Civoniceva |
| 15                 | John Plath        |
| 2                  | Michael Hancock   |

| 1                  | Rod Silva           |
| 2                  | Gavin Lester        |
| 3                  | Willie Talau        |
| 4                  | Shane Marteene      |
| 5                  | Daryl Halligan      |
| 6                  | Craig Polla-Mounter |
| 7                  | Corey Hughes        |
| 8                  | Darren Britt        |
| 9                  | Jason Hetherington  |
| 10                 | Steve Price         |
| 11                 | Robert Relf         |
| 12                 | Tony Grimaldi       |
| 13                 | Travis Norton       |
| Auswechselspieler: |                     |
| 16                 | Glen Hughes         |
| 14                 | Steve Reardon       |
| 15                 | Troy Stone          |
| 17                 | David Thompson      |

## Spielstätten
| Verein                        | Spielstätte                      | Kapazität      |
| ----------------------------- | -------------------------------- | -------------- |
| Adelaide Rams                 | Adelaide Oval, Hindmarsh Stadium | 53.538, 16.500 |
| Auckland Warriors             | Mount Smart Stadium              | 30.000         |
| Balmain Tigers                | Leichhardt Oval                  | 22.000         |
| Brisbane Broncos              | ANZ Stadium                      | 49.000         |
| Canberra Raiders              | Bruce Stadium                    | 25.011         |
| Canterbury-Bankstown Bulldogs | Belmore Sportsground             | 19.000         |
| Cronulla-Sutherland Sharks    | Endeavour Field                  | 22.000         |
| Gold Coast Chargers           | Carrara Stadium                  | 18.000         |
| Illawarra Steelers            | Wollongong Showground            | 23.000         |
| Manly-Warringah Sea Eagles    | Brookvale Oval                   | 23.000         |
| Melbourne Storm               | Olympic Park Stadium             | 18.500         |
| Newcastle Knights             | Marathon Stadium                 | 33.000         |
| North Queensland Cowboys      | Willows Sports Complex           | 26.500         |
| North Sydney Bears            | North Sydney Oval                | 20.000         |
| Parramatta Eels               | Parramatta Stadium               | 24.000         |
| Penrith Panthers              | Penrith Stadium                  | 22.500         |
| Sydney City Roosters          | Sydney Football Stadium          | 45.500         |
| South Sydney Rabbitohs        | Sydney Football Stadium          | 45.500         |
| St. George Dragons            | Kogarah Oval                     | 22.000         |
| Western Suburbs Magpies       | Campbelltown Stadium             | 21.000         |

## Statistik
Schiedsrichter
| Name            | Anz. d. Spiele |
| --------------- | -------------- |
| Steve Chiddy    | 012            |
| Steve Clark     | 029            |
| Brian Grant     | 025            |
| Sean Hampstead  | 023            |
| Bill Harrigan   | 026            |
| Matt Hewitt     | 017            |
| Moghseen Jadwat | 020            |
| Kelvin Jeffes   | 013            |
| Rod Lawrence    | 01             |
| Tim Mander      | 022            |
| Paul McBlane    | 024            |
| Mark Oaten      | 05             |
| Paul Simpkins   | 021            |
| Eddie Ward      | 015            |